# Dietrich Hoffmann (Pädagoge)
Dietrich Hoffmann (* 11. Februar 1934 in Breslau; † 12. November 2023) war ein deutscher Erziehungswissenschaftler und Hochschullehrer.

## Tätigkeit
Von 1961 bis 1969 war Hoffmann als Berufsschullehrer tätig, danach wurde er erst Wissenschaftlicher Assistent und dann Akademischer Rat an der Georg-August-Universität Göttingen. Seit 1973 war er Professor für Allgemeine Pädagogik an der Pädagogischen Hochschule (PH), die 1978 in die Universität Göttingen integriert wurde. Von 1988 bis 1990 war Hoffmann Vizepräsident der Universität, 2002 wurde er emeritiert. Er forschte vor allem über Theorie und Geschichte der Erziehungswissenschaft, sein besonderes Interesse galt dabei der Göttinger PH sowie dem Werk von Heinrich Roth.

## Publikationen (Auswahl)
- Politische Bildung 1890–1933. Ein Beitrag zur Geschichte der pädagogischen Theorie, Schroedel, Hannover 1970.
- mit Hans Tütken: Realistische Erziehungswissenschaft. Beiträge zu einer Konzeption. Heinrich Roth zum 65. Geburtstag, Schroedel, Hannover 1972.
- Kritische Erziehungswissenschaft (= Urban-Taschenbücher 279), Kohlhammer, Stuttgart 1978, ISBN 3-17-004701-9.
- Erziehungswissenschaft. Eine Einführung, Kohlhammer, Stuttgart 1980, ISBN 3-17-005592-5.
- Pädagogik an der Georg-August-Universität Göttingen. Eine Vorlesungsreihe, Vandenhoeck & Ruprecht, Göttingen 1987, ISBN 3-525-35837-7.
- Heinrich Roth oder die andere Seite der Pädagogik. Erziehungswissenschaft in der Epoche der Bildungsreform, Deutscher Studienverlag, Weinheim 1995, ISBN 3-89271-570-X.
- Kritische Theorie der Bildung. Täuschungen und Selbsttäuschungen im pädagogischen Diskurs (=Schriftenreihe EUB, Erziehung – Unterricht – Bildung 122) Kovač, Hamburg 2006, ISBN 3-8300-2257-3.
- Anmerkungen zur Göttinger Pädagogik. Unbeachtete Zusammenhänge aus Zeiten des Umbruchs (=Schriftenreihe EUB, Erziehung – Unterricht – Bildung 140), Kovač, Hamburg 2008, ISBN 3-8300-3690-6.
- Pädagogische Hochschule Göttingen 1946–1978. Dokumentarische Texte zur Geschichte der Lehrerbildung zwischen Tradition und Innovation (=Schriftenreihe EUB, Erziehung – Unterricht – Bildung 159), Kovač, Hamburg 2012, ISBN 3-8300-6480-2.